# What Is and What Should Never Be
"What Is and What Should Never Be" é uma canção da banda britânica de hard rock e heavy metal Led Zeppelin. Contida em seu segundo álbum de estúdio Led Zeppelin II, foi lançada originalmente em 22 de outubro de 1969. Foi composta pela dupla Jimmy Page e Robert Plant.

## Gravação
Foi umas das primeiras canções da banda em que Page usou sua Gibson Les Paul para a gravação. A produção faz uso literal das guitarras em som estéreo com as guitarras pan em diversos canais. Vocais de Robert Plant foram eliminadas durante os versos da canção.
Segundo o jornalista de rock Stephan Davis, autor da biografia do Led Zeppelin Hammer of the Gods: The Led Zeppelin Saga, as letras da música se refletem a um romance que Plant teve com a irmã mais nova de sua esposa.
"What Is and What Should Never Be" foi tocada ao vivo em shows do Led Zeppelin entre 1969 e 1972 (e foi apresentada uma vez em 1973). Uma versão ao vivo tirada de uma apresentação no Royal Albert Hall em 1970 pode ser visto no DVD Led Zeppelin.
A canção inspirou o nome de um episódio do dramas popular adolescente One Tree Hill, e o nome de um episódio do drama paranormal Supernatural, bem como um episódio da comédia de meia hora popular That 70s Show, e um do drama de ação Covert Affairs. Billy Joel também jogou como parte da introdução do medley no episódio "We Didn't Start the Fire" de VH1 Storytellers em sua carreira. Gravar produtor Rick Rubin observou, "O riff descendente [de "What Is and What Should Never Be"] é surpreendente: É como um arco está sendo atraída de volta, e então libera o ritmo das vozes é quase como um rap É uma loucura - uma de suas músicas... mais psicodélicas".
A canção foi coberta por Haley Reinhart, durante a décima temporada de American Idol. A música também pode ser ouvida no filme Silver Linings Playbook, de 2012